# Polyommatus anticostriata
Polyommatus anticostriata är en fjärilsart som beskrevs av Tutt 1910. Polyommatus anticostriata ingår i släktet Polyommatus och familjen juvelvingar. Inga underarter finns listade i Catalogue of Life.